# Sint-Jozefkerk (Jemeppe-sur-Meuse)

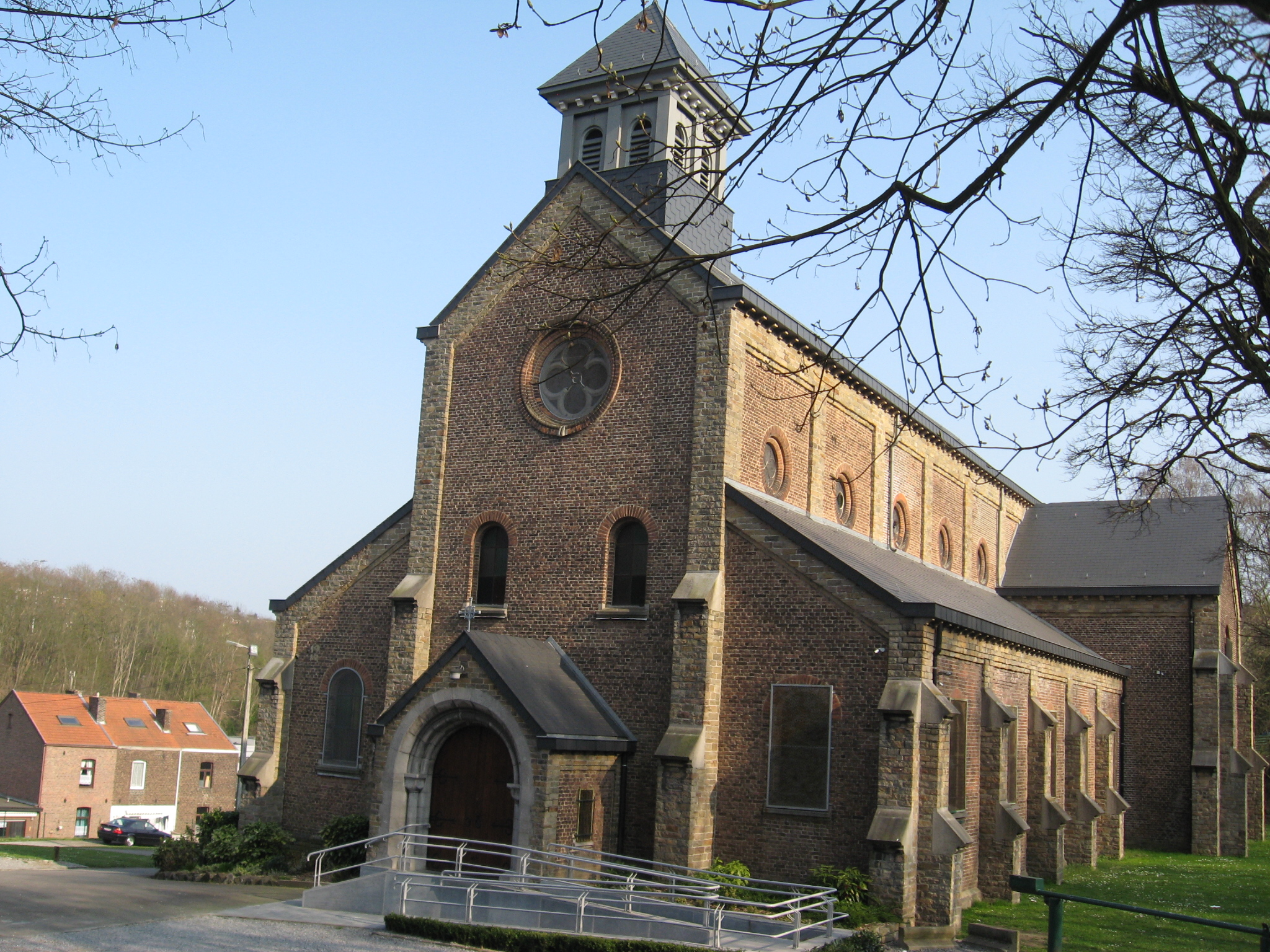
Sint-Jozefkerk

De Sint-Jozefkerk is een parochiekerk in Jemeppe-sur-Meuse in de Belgische provincie Luik, gelegen in een bosrijk gebied aan Rue des Makets 1, niet ver van de grens met Grâce-Hollogne.
Het is een bescheiden neoromaanse kruisbasiliek met verlaagd koor en voorzien van een dakruiter. Het kerkje werd gebouwd in 1909 naar ontwerp van Edmond Jamar. De bouw kwam tot stand nadat de kapel van de buurtschap Ruy ten offer was gevallen aan de uitbreiding van de Société des Mines et des Fonderies de Zinc de la Vieille Montagne.
Het kerkje is geklasseerd als monument.